# Jani Leinonen
Jani Leinonen (Hyvinkää, 22 de març de 1978) és un artista visual finlandès. És conegut per les seves obres d'art públiques que critiquen el capitalisme mitjançant la reutilització d'imatges i icones de marques corporatives. Es va graduar a l'Acadèmia de Belles Arts de Hèlsinki el 2002.

## Trajectòria
El gener de 2011, Leinonen va encapçalar un grup que es feia dir «Food Liberation Army». El grup va furtar una estàtua de mida humana de Ronald McDonald d'un restaurant McDonald's de Hèlsinki, i va publicar vídeos al seu lloc web amenaçant amb «decapitar» el pallasso si McDonald's no responia a preguntes sobre la seva ètica. No obstant això, McDonald's es va negar a «negociar amb delinqüents» i la policia finlandesa va assaltar la casa de Leinonen, arrestant dues persones i confiscant-ne els telèfons mòbils i els ordinadors.
El juny de 2014, la instal·lació de Leinonen a Budapest, Hunger King, va criticar la llei hongaresa que prohibia a les persones sense llar dormir al carrer. La instal·lació imitava un restaurant Burger King. El desembre de 2014, una galeria de Tòquio va eliminar les sabates de les marques Hello Kitty i Doraemon que formaven part d'una exposició de Leinonen que satiritzava les lleis sobre drets d'autor.
El 2015, Leinonen va ser un dels artistes convidats al projecte d'art temporal Dismaland organitzat per l'artista de carrer Banksy.
El gener de 2019, l'obra McJesus, consistent en un Ronald McDonald crucificat, va causar un motí al Museu d'Art de Haifa quan centenars de manifestants cristians llançaren pedres a la policia car se'ls bloquejava l'entrada al museu per a retirar l'estàtua.